# Mike Lockwood
Mike Lockwood (født 25. august 1971, død 6. november 2003) var en amerikansk fribryder, bedst kendt som Crash Holly da han kæmpede for WWF. 

## Biografi
Mike Lockwood debuterede som wrestler i 1989. Han kæmpede for Bay Area Wrestling indtil 1994 som Johnny Pearson. I 1996 kæmpede Lockwood for All Pro Wrestling som "The Leprechaun" Erin O'Grady. Lockwood blev efter en række populære kampe med Vic Grimes, kontaktet af ECW ang. en kontrakt. Et tilbud han modtog. Kort tid efter debuterede han for World Wrestling Federation som Crash Holly.